# Campeonato da Europa de Atletismo de 2016 - Lançamento de disco feminino
A prova do lançamento de disco feminino do Campeonato da Europa de Atletismo de 2016 foi disputada entre os dias 6 e 8 de julho de 2016 no Estádio Olímpico de Amsterdã em Amesterdão,  nos Países Baixos. 

## Recordes
Antes desta competição, os recordes mundiais e do campeonato nesta prova eram os seguintes:
|                       | Nome             | Nacionalidade     | Distância | Local          | Data                 |
| --------------------- | ---------------- | ----------------- | --------- | -------------- | -------------------- |
| Recorde mundial       | Gabriele Reinsch | Alemanha Oriental | 76m 80cm  | Neubrandenburg | 9 de julho de 1988   |
| Recorde do campeonato | Diana Sachse     | Alemanha Oriental | 71m 36cm  | Estugarda      | 28 de agosto de 1986 |
| Recorde europeu       | Gabriele Reinsch | Alemanha Oriental | 76m 80cm  | Neubrandenburg | 9 de julho de 1988   |

## Medalhistas
| Ouro                  | Prata               | Bronze              |
| Sandra Perković (HRV) | Julia Fischer (GER) | Shanice Craft (GER) |

## Cronograma
Todos os horários são locais (UTC+2).
| Data       | Hora  | Evento       |
| ---------- | ----- | ------------ |
| 6 de julho | 12:00 | Qualificação |
| 8 de julho | 20:15 | Final        |

## Resultados

### Qualificação
Qualificação: Desempenho de 58.00 m (Q) ou os 12 melhores qualificados (q).
| Posição | Grupo | Atleta                   | Nacionalidade | #1    | #2    | #3    | Resultados | Notas                |
| ------- | ----- | ------------------------ | ------------- | ----- | ----- | ----- | ---------- | -------------------- |
| 1       | A     | Julia Fischer            | Alemanha      | 66.20 |       |       | 66.20      | Q                    |
| 2       | B     | Sandra Perković          | Croácia       | 65.25 |       |       | 65.25      | Q                    |
| 3       | A     | Nadine Müller            | Alemanha      | 64.75 |       |       | 64.75      | Q                    |
| 4       | B     | Shanice Craft            | Alemanha      | 64.59 |       |       | 64.59      | Q                    |
| 5       | A     | Mélina Robert-Michon     | França        | 63.99 |       |       | 63.99      | Q                    |
| 6       | B     | Dragana Tomašević        | Sérvia        | x     | 60.51 |       | 60.51      | Q,                   |
| 7       | B     | Nataliya Semenova        | Ucrânia       | 60.33 |       |       | 60.33      | Q                    |
| 8       | B     | Eliška Staňková          | Chéquia       | 60.32 |       |       | 60.32      | Q                    |
| 9       | B     | Veronika Domjan          | Eslovênia     | 49.21 | x     | 60.11 | 60.11      | Q,                   |
| 10      | B     | Pauline Pousse           | França        | x     | 60.06 |       | 60.06      | Q                    |
| 11      | B     | Stefania Strumillo       | Itália        | 56.29 | 59.80 |       | 59.80      | Q,                   |
| 12      | A     | Sabina Asenjo            | Espanha       | 57.73 | 59.72 |       | 59.72      | Q                    |
| 13      | A     | Hrisoula Anagnostopoulou | Grécia        | 56.50 | 59.13 |       | 59.13      | Q                    |
| 14      | A     | Zinaida Sendriūtė        | Lituânia      | 57.47 | 56.97 | 58.88 | 58.88      | Q                    |
| 15      | B     | Jade Lally               | Grã-Bretanha  | 58.76 |       |       | 58.76      | Q                    |
| 16      | A     | Sofia Larsson            | Suécia        | 53.57 | 55.33 | 56.02 | 56.02      | Recorde da temporada |
| 17      | A     | Olha Abramchuk           | Ucrânia       | 50.23 | 56.00 | 53.89 | 56.00      |                      |
| 18      | B     | Corinne Nugter           | Países Baixos | 53.16 | 52.28 | 55.52 | 55.52      |                      |
| 19      | A     | Salla Sipponen           | Finlândia     | x     | 54.95 | 51.84 | 54.95      |                      |
| 20      | A     | Natalia Stratulat        | Moldávia      | 54.45 | x     | x     | 54.45      |                      |
| 21      | A     | Kristina Rakočević       | Montenegro    | 54.35 | x     | 53.15 | 54.35      |                      |
| 22      | B     | Veronika Watzek          | Áustria       | x     | 53.79 | 52.42 | 53.79      |                      |
| 23      | A     | Natalina Capoferri       | Itália        | 46.64 | 53.16 | 50.44 | 53.16      |                      |
| 24      | B     | Julia Viberg             | Suécia        | x     | 52.82 | x     | 52.82      |                      |
| 25      | B     | Valentina Aniballi       | Itália        | 51.66 | x     | x     | 51.66      |                      |
| 26      | A     | Irina Rodrigues          | Portugal      | x     | 44.60 | 50.40 | 50.40      |                      |

### Final
| Posição           | Atleta                   | Nacionalidade | #1    | #2    | #3    | #4    | #5    | #6    | Resultados | Notas |
| ----------------- | ------------------------ | ------------- | ----- | ----- | ----- | ----- | ----- | ----- | ---------- | ----- |
| Medalha de ouro   | Sandra Perković          | Croácia       | 62.60 | 63.09 | x     | 66.03 | 69.97 | x     | 69.97      |       |
| Medalha de prata  | Julia Fischer            | Alemanha      | 65.25 | 65.77 | 63.30 | x     | x     | 64.49 | 65.77      |       |
| Medalha de bronze | Shanice Craft            | Alemanha      | 63.09 | 58.21 | x     | x     | 62.18 | 63.89 | 63.89      |       |
| 4                 | Nadine Müller            | Alemanha      | 62.63 | 62.12 | 60.55 | x     | x     | x     | 62.63      |       |
| 5                 | Mélina Robert-Michon     | França        | 61.74 | 60.80 | 60.44 | 61.70 | 62.47 | 60.96 | 62.47      |       |
| 6                 | Nataliya Semenova        | Ucrânia       | 56.75 | 62.21 | x     | x     | 56.54 | 61.45 | 62.21      |       |
| 7                 | Jade Lally               | Grã-Bretanha  | 53.42 | 59.88 | 54.44 | x     | 60.29 | x     | 60.29      |       |
| 8                 | Pauline Pousse           | França        | 59.62 | 55.76 | 58.32 | x     | x     | x     | 59.62      |       |
| 9                 | Hrisoula Anagnostopoulou | Grécia        | 57.45 | 59.23 | x     |       |       |       | 59.23      |       |
| 10                | Veronika Domjan          | Eslovênia     | 58.12 | 55.44 | x     |       |       |       | 58.12      |       |
| 11                | Dragana Tomašević        | Sérvia        | 56.74 | x     | 56.83 |       |       |       | 56.83      |       |
| 12                | Sabina Asenjo            | Espanha       | 54.74 | 56.62 | 56.58 |       |       |       | 56.58      |       |
| 13                | Zinaida Sendriūtė        | Lituânia      | 51.31 | 53.20 | 56.17 |       |       |       | 56.17      |       |
| 14                | Eliška Staňková          | Chéquia       | 55.90 | 55.52 | x     |       |       |       | 55.90      |       |
| 15                | Stefania Strumillo       | Itália        | 55.78 | x     | x     |       |       |       | 55.78      |       |

Legenda
| Recorde mundial       | Recorde mundial (World record)               |                       | Recorde africano                      | Recorde africano (African) |                                           | Q | Classificado por posição (Qualified) |
| Recorde do campeonato | Recorde do campeonato (Championship record)  | Recorde da América    | Recorde da América (Americas)         | q                          | Classificado por melhor tempo (Qualified) |   |                                      |
| Melhor marca do ano   | Melhor marca do ano (World leading)          | Recorde asiático      | Recorde asiático (Asian)              | DNS                        | Não largou (Did not start)                |   |                                      |
| Recorde nacional      | Recorde nacional (National record)           | Recorde europeu       | Recorde europeu (European)            | DNF                        | Não terminou (Did not finish)             |   |                                      |
| Recorde pessoal       | Recorde pessoal do atleta (Personal best)    | Recorde da Oceania    | Recorde da Oceania (Oceania)          | DSQ / DQ                   | Desclassificado (Disqualified)            |   |                                      |
| Recorde da temporada  | Recorde da temporada do atleta (Season best) | Recorde sul-americano | Recorde sul-americano (South America) | NM                         | Sem marca (No mark)                       |   |                                      |